# Dive (mythologie)
Pour les articles homonymes, voir Dive et DIV.

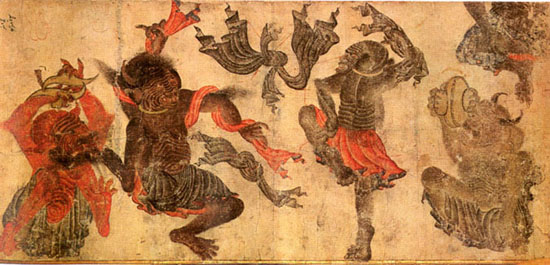
Représentation turque Siyah Qalam de dives dansant

Un dive (en persan : دیو) ou daeva (daēuua, daāua, daēva) en avestique est un esprit maléfique  de la mythologie iranienne qui aime causer la douleur et la destruction. L'étymologie de ce nom vient du mot indo-européen deiva signifiant « céleste, brillant ». Le mot persan a été emprunté en arménien sous le nom de dew, en géorgien sous le nom de dévi, en ourdou sous le nom de deo et en turc sous le nom de dev, avec les mêmes associations négatives dans ces langues.
Leur chef est Ahriman. Leurs opposants sont les Izeds ou génies bienfaisants qui obéissent à Ormuzd.

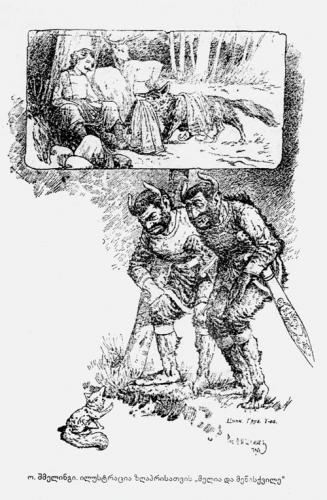
Représentation de dives pour un conte par Oskar Schmerling, peintre géorgien

Un dive célèbre est Div-e sephid, signifiant « Dive blanc », qui intervient dans l'histoire de Rostam et du démon blanc. Il existe aussi dans les histoires du Mazandaran.
L'écriture a été prise aux dives après leur défaite devant Tahmouras, père de Djamchid, d'où le nom de diwan ou divan associé à l'endroit où l'on pratiquait l'art des dives (et par extension à toute chose ayant une relation avec l'écriture, comme l'administration ou les collections de poèmes). Le mot, après avoir pris en français le sens « salle remplie de coussin » à ensuite désigné le fauteuil où l'on s'assoit.
Étymologiquement, « دیو » en persan et les dérivations latines de deus (comme « dieu » en français) sont reliés, grâce au fonds commun indo-européen. Les Iraniens pré-zoroastriens considéraient que les dives étaient des êtres saints et sacrés ; mais Zoroastre a rejeté Daeva et l'appela le mal. Malgré cela, les Persans vivant au sud de la mer Caspienne ont continué à adorer les dives et ont résisté à la pression visant à leur faire accepter le zoroastrisme.

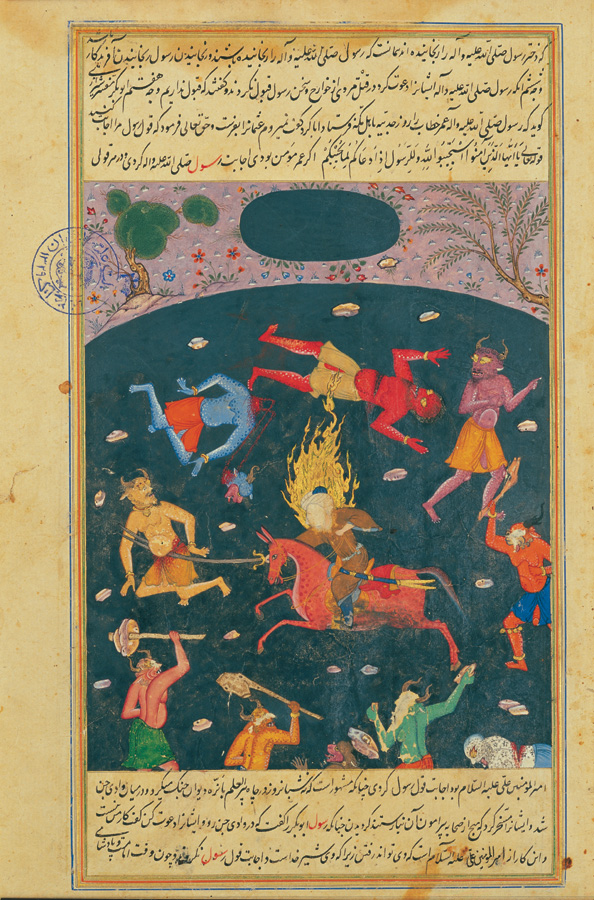
Ali combattant les Dives

Dans l'Islam, il est devenu une classe de démons, dotés de pouvoirs magiques. Ils apparaissent généralement dans les contes sur les prophètes et les saints, mais figurent également dans le folklore des musulmans turcs et persans. Ils sont souvent décrits comme des monstres, incarnant des caractéristiques perverses. Certains d'entre eux ont rejoint Iblis (le diable) après sa chute du ciel, d'autres errent sur la terre comme source de misère. Ils ne peuvent être tués qu'après avoir trouvé leur âme cachée dans un objet secret. Certains commentateurs du Coran pensent qu'un humain très mauvais pourrait également se transformer en dive dans l'au-delà. L'art persan dépeint souvent le prophète Salomon commandant les Dives.